# Maria Teresa Carlota de França
Maria Teresa Carlota de França (em francês: Marie Thérèse Charlotte de France; Versalhes, 19 de dezembro de 1778 – Lanzenkirchen, 19 de outubro de 1851) foi uma princesa francesa. Filha de Luís XVI de França e Maria Antonieta da Áustria, foi detida juntamente com seus pais e irmão durante a Revolução Francesa, sendo a única criança real a sobreviver.
Casada com seu primo, o Duque de Angolema, Maria Teresa tornou-se "Delfina da França", em 1824, com a ascensão de seu sogro, Carlos X, ao trono. Tecnicamente, ela foi a rainha consorte da França durante vinte minutos em 1830, no período entre a assinatura da abdicação do sogro e a de seu marido.

## Início de vida
Nascida em 19 de dezembro de 1778, no Palácio de Versalhes, oito anos após o casamento de seus pais, Maria Teresa Carlota era a filha primogénita de Luís XVI da França e Maria Antonieta da Áustria. Maria Antonieta quase morreu de asfixia durante o parto de Maria Teresa devido a um quarto lotado de cortesãos e sem ventilação, mas as janelas foram finalmente abertas para deixar o ar fresco no quarto na tentativa de reanimá-la. Como resultado da experiência horrível, Luís XVI proibiu a exibição pública, permitindo que apenas familiares próximos e um punhado de cortesãos de confiança testemunhassem o nascimento dos próximos filhos reais. Quando a rainha foi reanimada ela cumprimentou sua filha com alegria: "Pobre criança, você não é o que eu esperava, mas não será menos querida para mim! Um filho teria pertencido à França, e você pertencerá a mim".
Maria Teresa foi batizada no mesmo dia de seu nascimento e recebeu o tradicional título de "Madame Real" (Madame Royale). Foi apelidada de Mousseline pela rainha Maria Antonieta. Seus padrinhos foram o rei Carlos III da Espanha, representado pelo Conde da Provença, e a avó materna a imperatriz Maria Teresa da Áustria, representada pela Condessa da Provença. Seu nascimento era aguardado e foi saudado pelo povo francês, e Te Deums foram cantados em todas as igrejas do reino para celebrá-lo.
A favorita de sua mãe, a Duquesa de Polignac, foi sua governanta real, nomeação que gerou indignação na Corte. Determinada a não permitir que Maria Teresa se tornasse uma mulher arrogante e mimada como as tias de Luís XVI, a rainha costumava convidar crianças de baixo status social para jantar com Maria Teresa, ao mesmo tempo em que incentiva a filha a dar seus brinquedos aos pobres. No Natal de 1784, Maria Antonieta levou alguns dos melhores brinquedos de Maria Teresa e deu às crianças pobres para as festas de Ano Novo.
Quando criança, Maria Teresa se destacou por sua grande atratividade física, especialmente por seus olhos azuis, herdando também a beleza de sua mãe e de sua avó materna. Ainda em terna idade, foi discutido um casamento entre Madame Real e Gustavo Adolfo, Príncipe Herdeiro da Suécia, filho do rei Gustavo III, um francófilo que flertava com a catolicismo.
Maria Teresa teve três irmãos mais novos: Luís José, Luís Carlos e Sofia Helena Beatriz de França, sendo Madame Real a única filha dos reis a sobreviver à infância. Maria Teresa também tinha uma irmã adotiva, Ernestine de Lambriquet, que era sua dama de companhia.

## Revolução e exílio
Após a eclosão da Revolução Francesa, Luís XVI e sua família tentaram escapar na malfadada Fuga de Varennes e foram enviados de volta para Paris. Em 1792, a Assembleia Nacional Legislativa aboliu formalmente a monarquia e aprisionou a família real na Torre do Templo. Maria Teresa, então, passou a ser chamada pelos revolucionários de "Maria Teresa Capeto". Durante o Período do Terror, seu pai, o rei Luís XVI, sua mãe, a rainha Maria Antonieta, e sua tia, a princesa Isabel, foram executados sucessivamente pela Convenção Nacional. Durante o período em que esteve em confinamento solitário, Maria Teresa somente foi autorizada a ler dois livros, A Imitação de Cristo e Voyages de De La Harpe, e os seus outros pedidos por livros foram frequentemente rejeitados.
| “ | Maria Teresa é a criatura a mais infeliz no mundo. Não pode obter nenhuma notícia de sua mãe, embora lhe tenha pedido mil vezes. (…) Viva, minha boa mãe! quem eu amo tanto, mas de quem eu posso não ouvir som algum. Oh, meu pai! olhe para mim daí do céu, a vida é tão cruel. Oh, meu Deus! perdoe aqueles que fizeram minha família morrer. — Inscrição de Maria Teresa em sua cela na prisão do Templo | ” |

Enquanto isso, Maria Teresa, por muitas vezes, teve que suportar ouvir os gritos e queixas de seu irmão, Luís Carlos, confinado no andar acima do seu, quando ele era espancado; Luís Carlos morreu em 1795, sem nunca mais ter visto Maria Teresa. No mesmo ano, na Espanha, cartas de fontes judiciais afirmavam que Maria Teresa tinha sido violada e engravidado, e que os jacobinos estavam a se vangloriar de terem-na drogado para torná-la infértil.

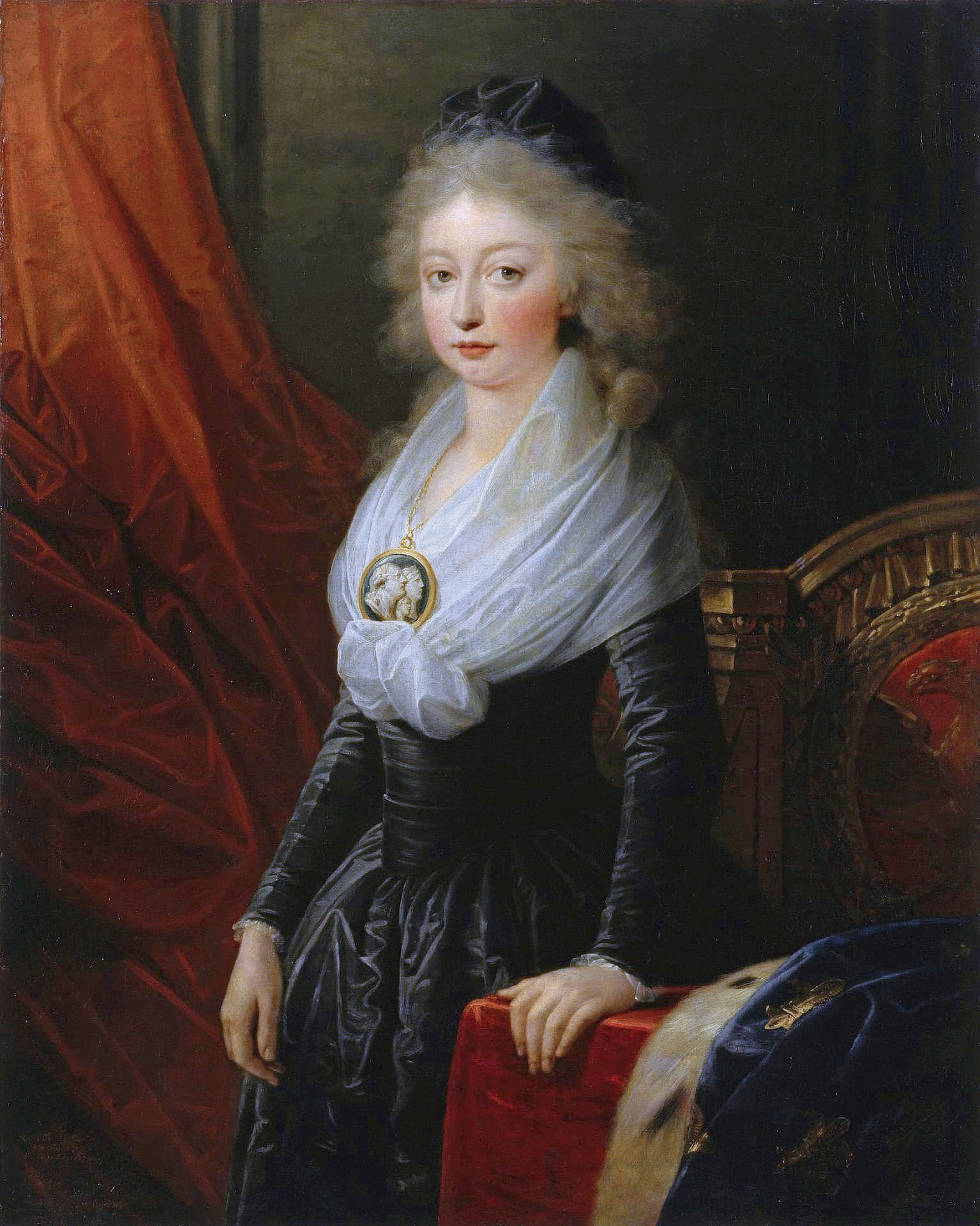
Maria Teresa Carlota (Heinrich Friedrich Füger, c. 1795

Após a Queda de Robespierre, a princesa Maria Teresa, como o único membro sobrevivente da família real, foi libertada do Templo em 18 de dezembro de 1795, na véspera de seu décimo sétimo aniversário, e partiu para Viena, onde foi recebida na Corte de seu primo, o Sacro Imperador Romano Francisco II. Enquanto estava na Áustria, um casamento entre Maria Teresa e o irmão mais novo do Sacro Imperador, o arquiduque Carlos, foi sugerido. No entanto, o tio de Maria Teresa, o Conde da Provença, exilado na Lituânia sob proteção do imperador Paulo I da Rússia, desejava que a sobrinha se casasse com seu primo, Luís Antônio, Duque de Angolema, e ela concordou.
Em 10 de junho de 1799, Maria Teresa casou-se com Luís Antônio, em uma igreja improvisada na residência do Duque da Curlândia. Maria Teresa usou um colar de diamantes dado pelo imperador russo Paulo I e uma aliança de casamento que havia pertenciado a seus pais, Luís XVI e Maria Antonieta; foi o próprio Luís XVI que havia confiado a aliança à Maria Teresa antes de ser decapitado. O casamento foi infeliz, Luís Antônio era tímido, gago e impotente.
A família real francesa no exílio deixou a Rússia em 1801. Maria Teresa vendeu o colar que lhe foi dado pelo imperador para arrecadar fundos para sua viagem. O rei da Prússia permitiu que vivessem em Varsóvia, mas depois acabaram retornando à Rússia. Em 1807, a família real exilada deixou o continente europeu e chegou ao Reino Unido, mudando-se para a Hartwell House, em Buckinghamshire. O Príncipe de Gales (o futuro Jorge IV) concedeu-lhes residência permanente e uma mesada. Maria Teresa não conseguia ter filhos e, após sofrer um aborto espontâneo em 1813, foi para Bath para se recuperar no verão daquele ano.

## Restauração Bourbon
Em 1814, na sequência da queda e exílio de Napoleão, o Conde da Provença retornou à França e ascendeu ao trono como rei Luís XVIII. De volta à França, a "Órfã do Templo" (como Maria Teresa era chamada) defendeu zelosamente a monarquia e os direitos da dinastia Bourbon. No ano seguinte, Napoleão fugiu da ilha de Elba de volta para a França e retomou o trono, no período conhecido Governo dos Cem Dias. Maria Teresa, que estava em Bordeaux na época, tentou reunir tropas para resistir. Mais tarde, para evitar a eclosão de uma guerra civil e danos desnecessários a Bordeaux, Maria Teresa decidiu deixar a França, partindo de Pauillac. Em resposta, Napoleão comentou que ela era "o único homem da família" (le seul homme qu'il y ait dans sa famille). Após a derrota de Napoleão, Luís XVIII foi restaurado ao trono. Em 1824, Luís XVIII morreu e Carlos X sucedeu ao trono. Luís Antônio foi intitulado Delfim da França, tradicional título reservado ao herdeiro do trono, e Maria Teresa se tornou a Delfina.

## Últimos anos
A Revolução de Julho de 1830 implicou a renúncia de Carlos X, que também exigiu a renúncia de seu filho mais velho, o duque de Angolema. Este último a assinou com relutância, após vinte minutos, durante os quais ele foi teoricamente Luís XIX. Após a revolução, a família real foi forçada a deixar a França e procurar exílio em vários países, até 1833, quando Carlos decidiu-se mudar para Praga como um convidado do imperador austríaco. Em 1836, o tio de Maria Teresa, morreu de cólera. Até então eles haviam se mudado de Praga, para perto de Gorica, Eslovênia. O marido de Maria Teresa morreu em 1844. Ele foi enterrado ao lado de seu pai na cripta da família Bourbon em Nova Gorica. Ela morreu em 19 de outubro de 1851. Encontra-se sepultada na Igreja de Santa Maria da Anunciação, na Cripta da Família Bourbon em Nova Gorica na Eslovénia.